# Укок (природный парк)
Природный парк «Укок» (ПП «Укок», полное наименование: Природный парк «Зона покоя Укок») — природный парк в юго-восточной части Кош-Агачского района Республики Алтай. Общая площадь — 2542 км².

## География
Природный парк занимает южную часть плоскогорья Укок. В пределах территории парка полностью расположена Бертекская котловина. На востоке граница парка совпадает с государственной границей между Российской Федерацией и Монголией (хребет Сайлюгем), на юге она идёт по границе с КНР (хребет Южный Алтай), на юго-западе — с Казахстаном. На северо-западе территория природного парка ограничена рекой Чиндагатуй от истоков до впадения в Кара-Алахинское озеро, далее по западному побережью озера граница природного парка идёт до истоков р. Кара-Алаха и вниз по ней на северо-восток до её впадения в р. Ак-Алаха, затем на восток по течению р. Ак-Алаха вверх до истоков, а отсюда — на восток к границе с Монголией по водоразделу между бассейнами рек Джазатор и Калгуты.

## Рельеф
Рельеф территории парка представлен двумя основными типами: средне- и высокогорный рельеф горных хребтов южного окаймления парка, а также выровненный рельеф высокогорного плоскогорья. На территории парка сохранились участки тундростепи.

## История
Зона покоя (природный резерват) «Укок» была создана в августе 1994 г. 23 мая 2005 г. охраняемая территория была воссоздана в форме природного парка. С 18 августа 2015 года оперативное руководство природным парком "Зона покоя «Укок» возложено на бюджетное учреждение Республики Алтай «Дирекция особо охраняемых природных территорий Республики Алтай», действующее на основании устава, утвержденного в установленном порядке (Постановление Правительства Республики Алтай № 77 от 23 мая 2005 года (с изменениями на 18.08.2015 года).
В 1998 году Зона покоя «Укок» вместе с другими территориями была включена в список Всемирного Наследия ЮНЕСКО как природный объект под единым названием «Золотые горы Алтая».

## Зонирование
В положении о природном парке «Укок» выделены три функциональных зоны:
- зона заповедного режима площадью 26800 га, в пределах которой запрещено любое хозяйственное и рекреационное использование территории. В пределах этой зоны разрешается научно-исследовательская деятельность, не противоречащая законодательству;
- зона с ограниченным режимом пользования площадью 39200 га, обеспечивающая условия сохранения природных комплексов, объектов и памятников историко-культурного наследия, в пределах которой допускается строго регулируемое посещение и ограниченное ведение хозяйствования. Здесь запрещена деятельность, влекущая за собой изменение исторически сложившегося природного ландшафта, снижение или уничтожение экологических, эстетических и рекреационных качеств территории парка;
- рекреационная зона площадью 186904 га, в пределах которой допускается ведение регулируемой парком экскурсионной, туристской и хозяйственной деятельности[1].

## Галерея

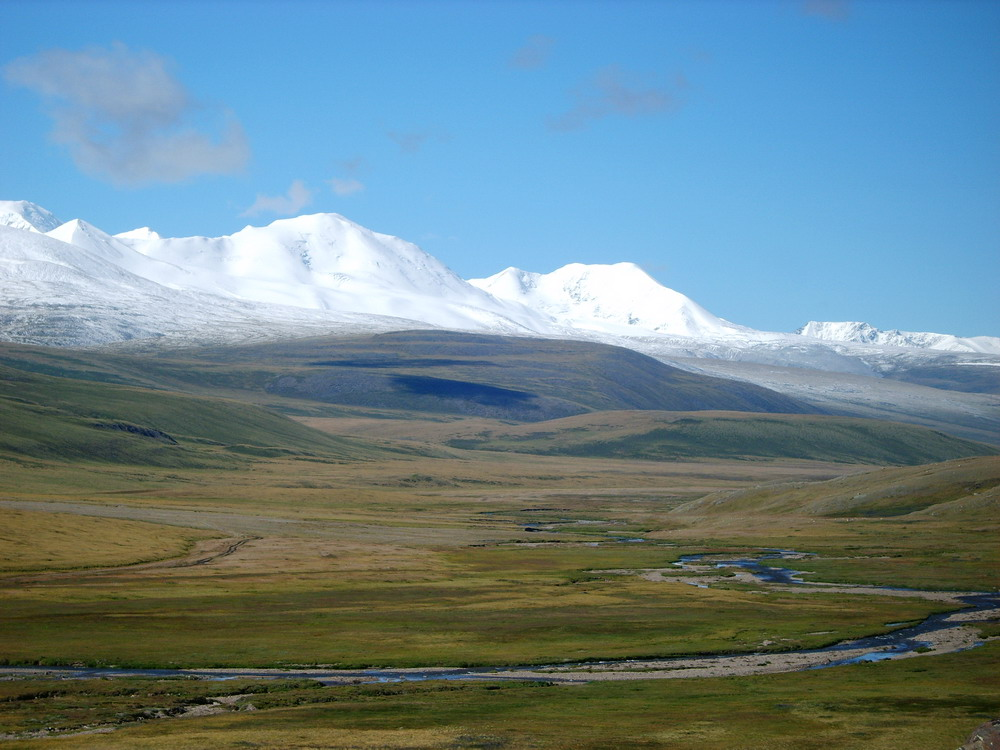
Долина реки Калгуты, вид на Табын-Богдо-Ола
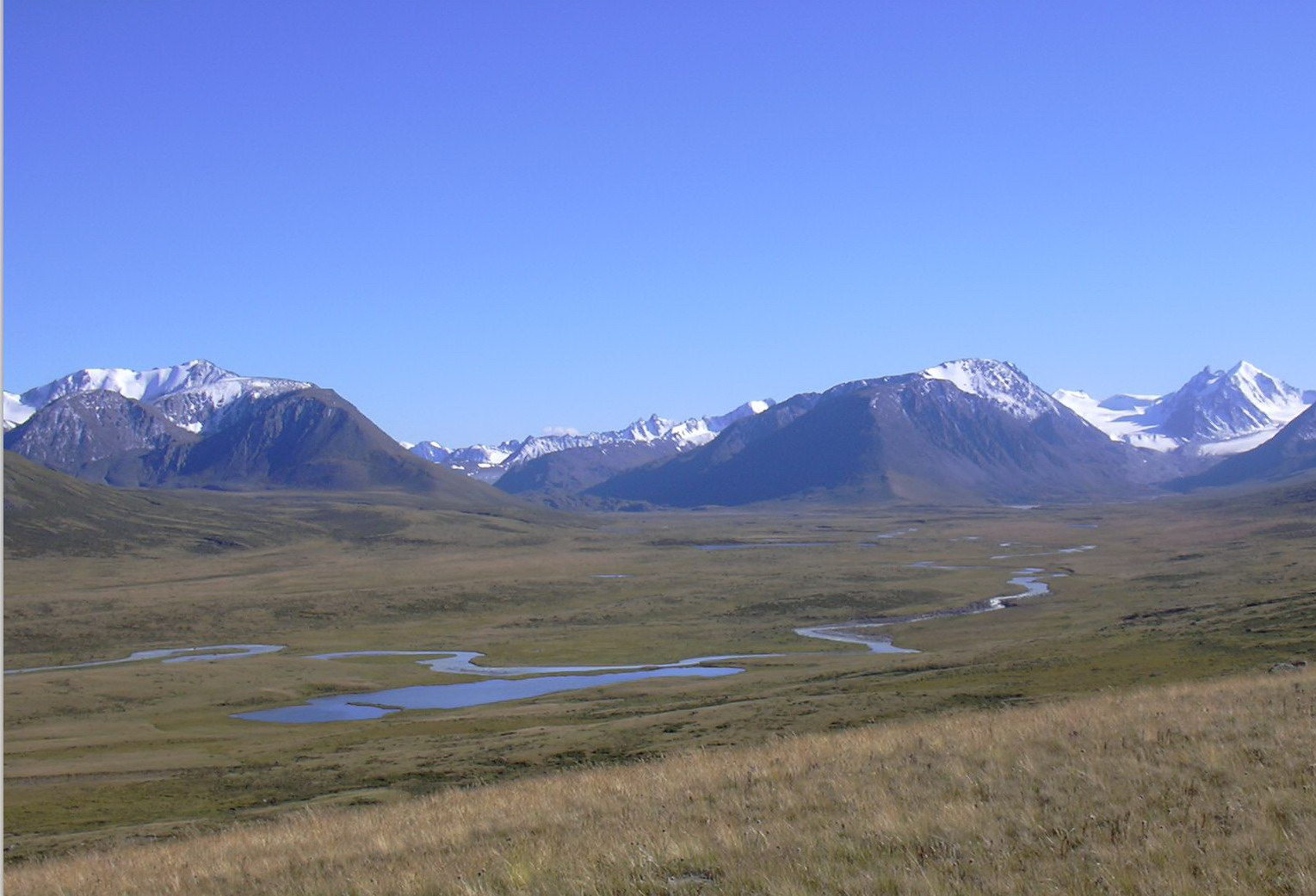
Долина Ак-Алахи, вид на перевал Канас
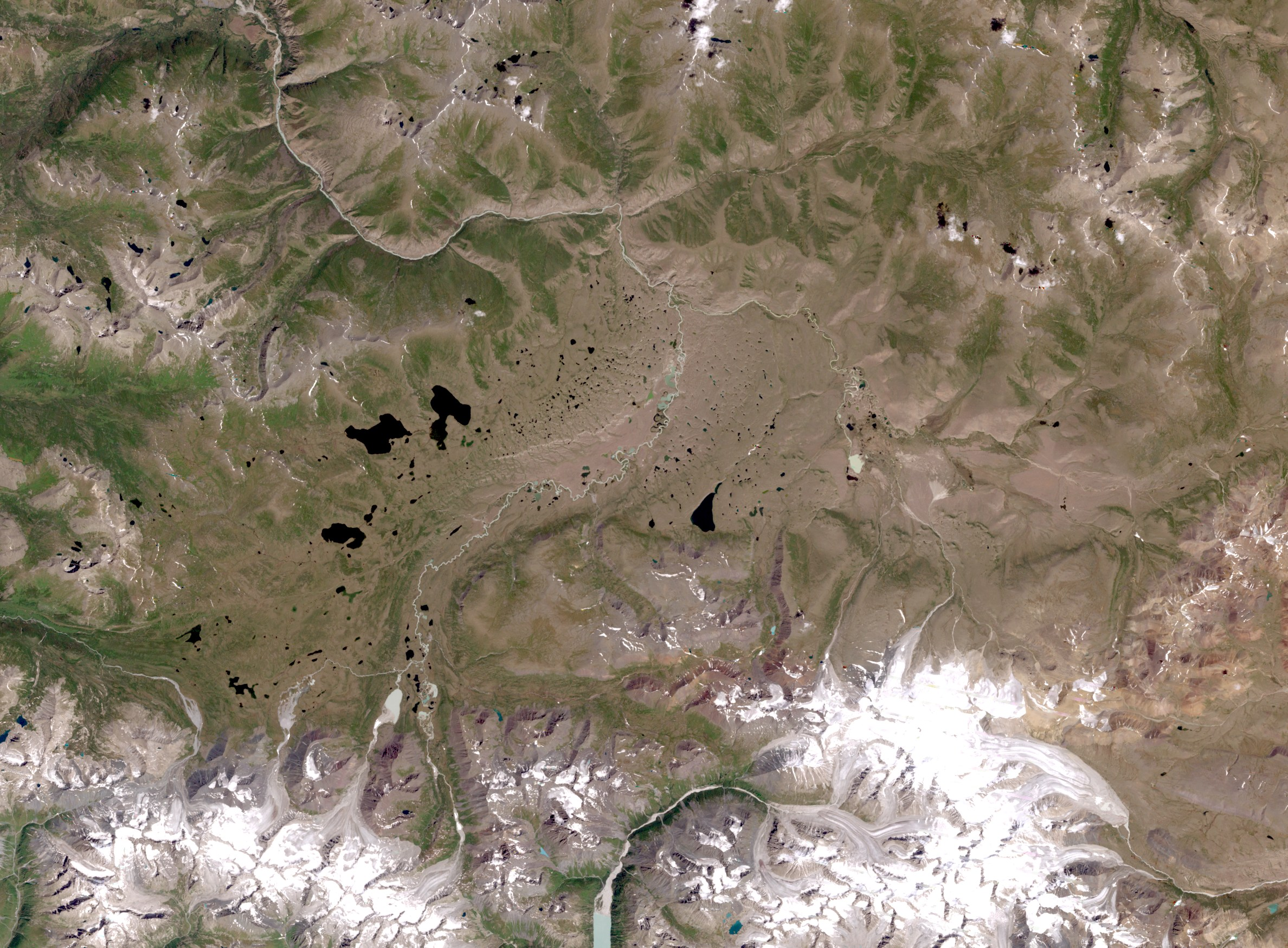
Плоскогорье Укок на спутниковом снимке, полученном 23 июля 2006 со спутника LandSat-7.